# Кроазиј сир Бријанс
Кроазиј сир Бријанс (фр. Croisille-sur-Briance) насеље је и општина у централној Француској у региону Лимузен, у департману Горња Вијена која припада префектури Лимож.
По подацима из 2011. године у општини је живело 704 становника, а густина насељености је износила 16,14 становника/km². Општина се простире на површини од 43,61 km². Налази се на средњој надморској висини од 450 метара (максималној 709 m, а минималној 387 m).

## Демографија
| 1962. | 1968. | 1975. | 1982. | 1990. | 1999. | 2011. |
| ----- | ----- | ----- | ----- | ----- | ----- | ----- |
| 974   | 1.138 | 1.025 | 815   | 701   | 700   | 704   |

График промене броја становника у току последњих година